# Georg Cruciger

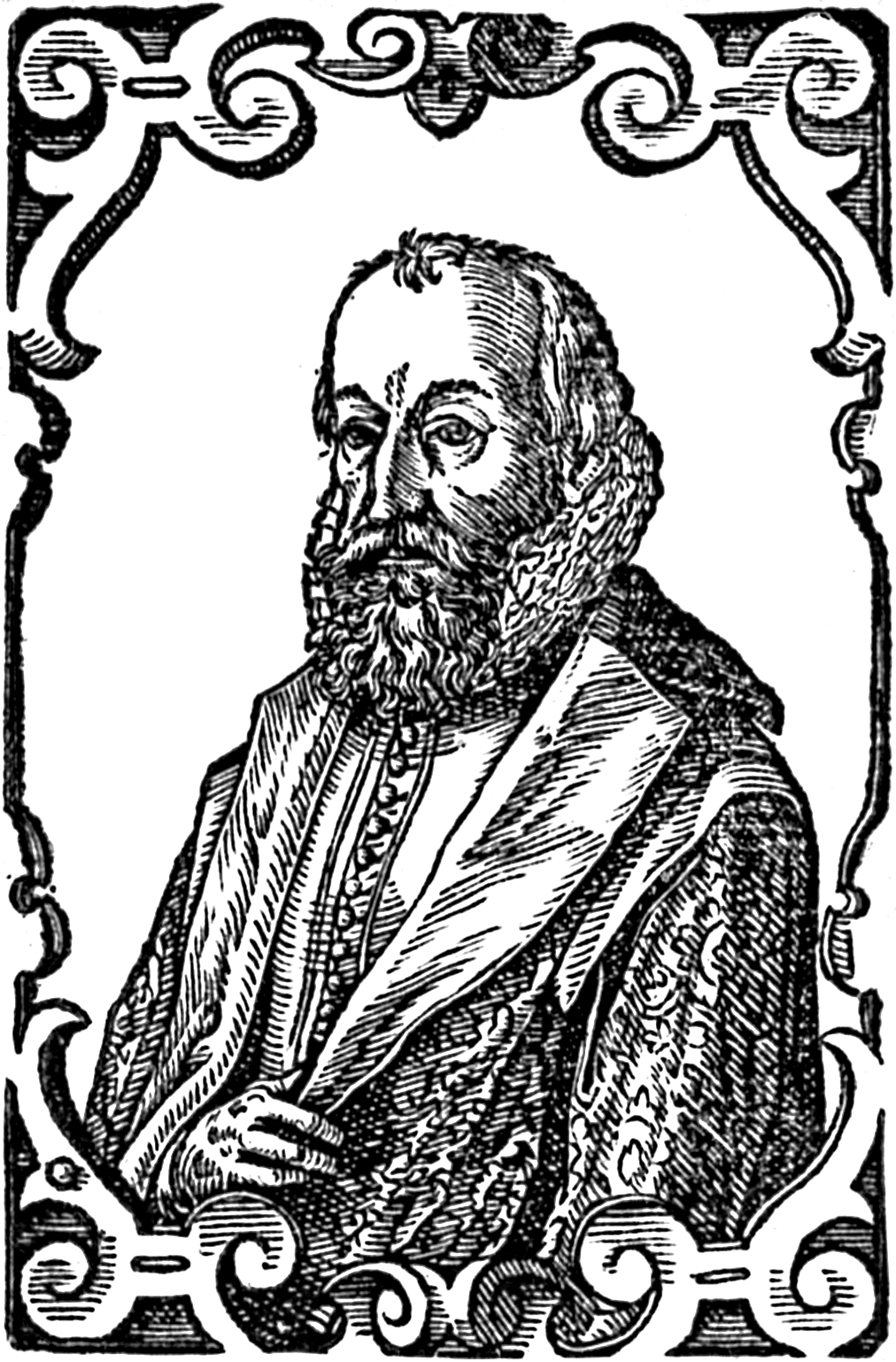
Georg Cruciger

Georg Cruciger (auch Creutziger; * 24. September 1575 in Merseburg; † 8. Juli 1637 in Kassel) war ein deutscher reformierter Theologe, Philosoph und Hochschullehrer.

## Leben
Cruciger war Sohn des Wittenberger Theologieprofessors Caspar Cruciger der Jüngere und Enkel der Eheleute Caspar Cruciger der Ältere und Elisabeth Cruciger. Da sein Vater 1574 als „Kryptocalvinist“ entlassen und 1576 aus Kursachsen ausgewiesen worden war, wuchs er seit 1578 in Kassel auf. In seinem Elternhaus erhielt er seine erste Bildung. 1595 ging er an die Hohe Schule Herborn, an der er zwei Jahre verblieb, bevor er nach Stationen an den Universitäten von Wittenberg und Leipzig am 12. April 1598 an der Universität Heidelberg immatrikuliert wurde. Nach Ende seines Studiums erhielt er 1600 durch den Landgrafen Moritz von Hessen-Kassel eine Anstellung als Lehrer an der Hofschule in Kassel.
Cruciger folgte einem Ruf als ordentlicher Professor der Logik und Metaphysik an die Universität Marburg. Dort hielt er am 1. September 1605 seine Antrittsvorlesung und wurde am 19. Dezember 1605 in Abwesenheit mit dem Magistergrad versehen, da er sich in dieser Zeit einer Operation unterziehen musste. Am 18. März 1606 wurde er in sein Amt eingeführt. Am 1. September 1618 promovierte ihn die Theologische Fakultät seiner Universität zum Doktor der Theologie, außerdem wurde er zur Synode von Dordrecht entsandt. Trotz seiner Entsendung war er in den Jahren 1618 sowie 1619 Rektor der Marburger Universität und außerdem 1619 Deputierter der Universität Marburg auf dem Landtag in Marburg. Daneben war er ab dem 14. Oktober 1619 Stipendiatenephorus der Marburger Stipendiatenanstalt.
Cruciger konnte durch den neuerrungenen Doktorgrad am 30. September 1619 die Professur der Theologie und hebräischen Sprache übertragen werden, die er im Januar 1620 antrat. Als es zu Erbschafts- und Konfessionsstreitigkeiten zwischen Hessen-Kassel und Hessen-Darmstadt kam und die Marburger Universität an die Landgrafschaft Hessen-Darmstadt fiel und lutherisch wurde, wurde er am 17. März 1624 wegen der Missachtung von Befehlen suspendiert und am 13. Juni 1625 aus Marburg verwiesen. Er lebte anschließend einige Jahre in Hanau.
Als der Landgraf Wilhelm V. von Hessen-Kassel die calvinistische Universität Kassel errichtete, berief er im Juni 1629 Cruciger als Professor der Theologie, der hebräischen Sprache sowie der Philosophie an die neue Hochschule. An dieser Universität war er 1631 Dekan der Theologischen Fakultät und 1637 Rektor der Universität.
Cruciger war seit 1606 mit Christina Scharpff († 9. September 1639 in Kassel), einer Tochter des Marburger Hofgerichtsadvokaten und Notars Conrad Scharpff, verheiratet. Aus der Ehe gingen eine Tochter und sieben Söhne hervor.

## Werke (Auswahl)
- Centuria II. Thesium et Antithesium in qua ardua illa de controversiarum theolog. judice proponitur questio, Kassel 1603.
- Harmonia linguarum quatuor cardinalium, hebraicae, graecae, latinae et germanicae. In qua praeter summum earum consensum..., Tampach, Frankfurt am Main 1616 (Digitalisat).
- De natura Logices, organicorum intellectualium habituum reginae ac dominae, Kassel 1633.